# Bihar Ferenc
Barabásszeghi Bihar Ferenc, szül Valkovics, olykor Bihari (Debrecen, 1847. december 20. – Budapest, 1920. május 17.) magyar katonatiszt, az 1905–1906-os magyarországi belpolitikai válság idején honvédelmi miniszter a Fejérváry-féle „darabontkormányban”.

## Élete
Katonai tanulmányainak elvégzése után a Ludovika Akadémia törzstiszti tanfolyamának tanára volt, őrnagy és a 29. honvédzászlóalj parancsnoka 1884-ig, mígnem 1885-ben a kassai III. honvédkerületi parancsnokság tisztje lett. 1888-tól 1896-ig a Honvédelmi Minisztériumban dolgozott ezredesi rangban. 1896-ban a honvéd tiszti tanfolyam parancsnokságának ideiglenes és a Honvédelmi Minisztérium I. csoportjának rendes vezetője lett. 1897-ben vezérőrnagyi, majd altábornagyi rangot kapott, s a székesfehérvári V. honvédkerület parancsnoka volt 1902 és 1905 között.
Az 1905–1906-os magyarországi belpolitikai válság idején a Fejérváry-kormány („darabontkormány”) honvédelmi minisztere volt 1905. június 18-a és 1906. március 6-a között. A válságot lezáró megállapodások értelmében kormányával együtt távozott és még abban az évben nyugdíjba ment, mint táborszernagy, illetve címzetes gyalogsági tábornok.

## Művei
- Erődítéstan (Bp., 1884);
- Utásztan a m. kir. honvédségi Ludovica-akadémia számára (Bp., 1887).